# Nobuyo Fujishiro
Nobuyo Fujishiro, född 25 januari 1960 i Chiba prefektur, Japan, är en japansk tidigare fotbollsspelare.